# Wang Xiulan
Wang Xiulan est une patineuse de vitesse sur piste courte chinoise.

## Biographie
Elle participe aux Jeux olympiques de 1992 et de 1994.

## Palmarès
- 1993 :  Championnats du monde, relais 3 000 m
- 1993 :  Championnats du monde, 3 000 m
- 1993 :  Championnats du monde, 1 500 m
- 1994 :  Championnats du monde, relais 3 000 m